# Dactylolabis imitata
Dactylolabis imitata là một loài ruồi trong họ Limoniidae. Chúng phân bố ở miền Tân bắc.